# Herb gminy Pszczew
Herb gminy Pszczew – jeden z symboli gminy Pszczew.

## Wygląd i symbolika
Herb przedstawia na tarczy koloru czerwonego złotą łódź, a nad nią złote: infułę i pastorał. Są to symbole gminy pochodzące ze średniowiecza i nadane przez biskupa poznańskiego Andrzeja Opalińskiego herbu Łodzia, do którego należał Pszczew. 